# Алисов, Михаил Иванович
Михаил Иванович Алисов (30 мая [11 июня] 1830 года, село Панки, Курская губерния — 1898, Крым) — русский изобретатель в области полиграфии, создатель наборно-пишущей машины и гектографа.

## Биография

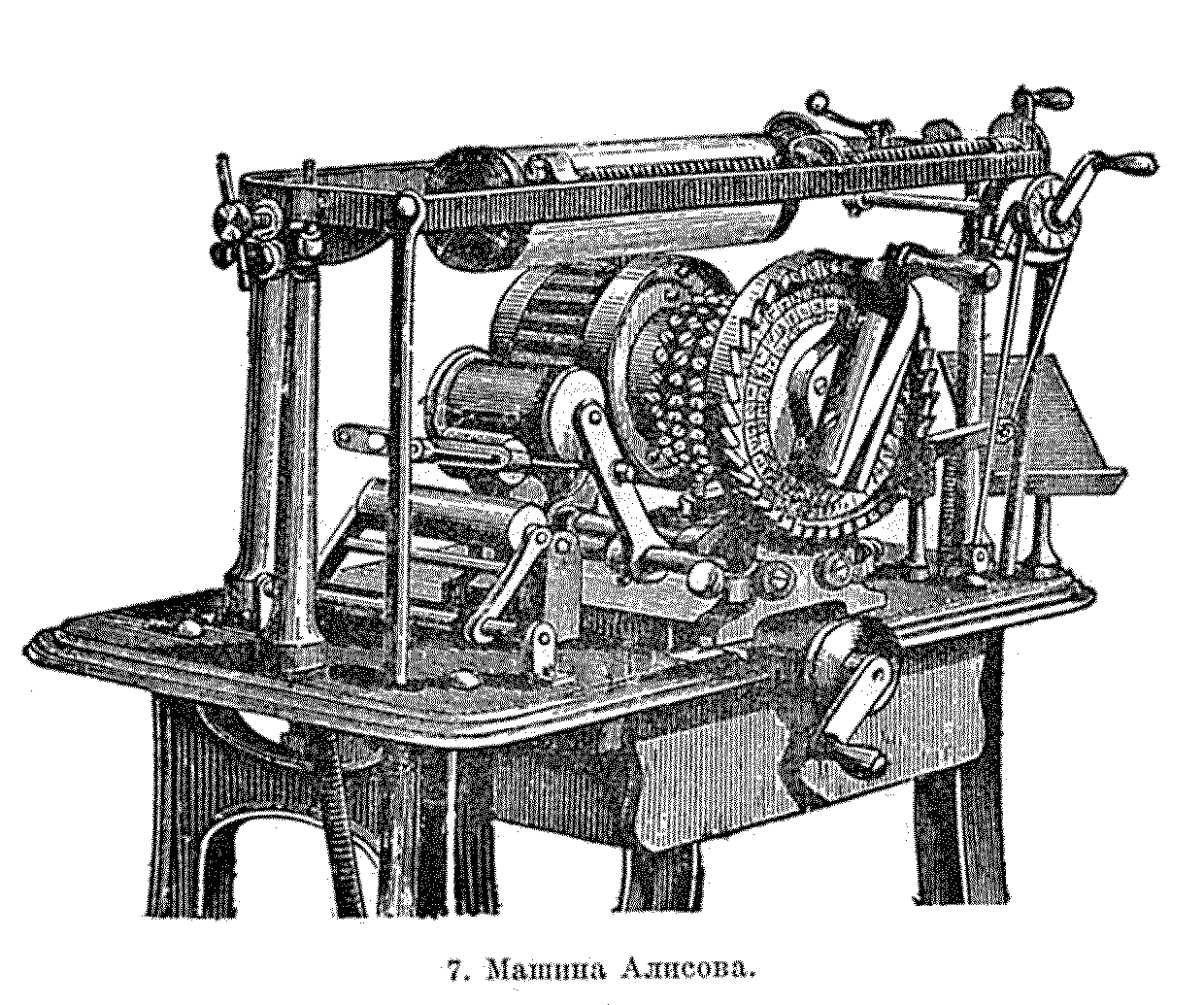
«Скоропечатник» Алисова

Родился 30 мая 1830 года в селе Панки (Панково) Старооскольского уезда Курской губернии в дворянской семье.
После окончания Курской гимназии обучался на физико-математическом факультете Харьковского университета.
В последующие годы занимался изобретательством, разработав в 1869 году конструкцию множительного аппарата (гектограф), названного им «Полиграфия». Аппарат был достаточно прост и русские революционеры размножали на нём прокламации.
В начале 1870-х годов он создал первую российскую наборную машину, которую назвал «Скоропечатником». Эта машина впервые была продемонстрирована в 1873 году на проходившей в Вене Всемирной выставке 1873 года, но оформил её как изобретение только в 1876 году, получив патент в России. На следующих Всемирных выставках в США (Филадельфия, 1876) и во Франции (Париж, 1878) «Скоропечатник» получил хорошие отзывы полиграфистов мира и был отмечен медалями. Медаль М. И. Алисову за его изобретение присудило также Русское императорское техническое общество. Также Михаил Иванович в 1879 году получил патент России на способ размножения текста, рисунков, чертежей при помощи специальных чернил и бумаги, названный полиграфией.
Брошюру с описанием множительного аппарата «Полиграфия», прошедшую цензуру ещё в 1870 году и отпечатанную тиражом 20 000 экземпляров, Алисов раздавал публике перед открытием Парижской выставки 1878 года; этим воспользовались немецкие предприниматели Квайсер и Гусак, присвоившие изобретение Алисова и запатентовавшие его в 1879 на своё имя.
Умер в Крыму, близ Ялты в 1898 году. Имел чин коллежского секретаря.

## Изобретения
- «Скоропечатник». Привилегия России № 1836 от 15 октября 1876.
- «Способ размножения текста, рисунков, чертежей и т. п. при помощи особо приготовленных для сего чернил и бумаги, названный полиграфиею». Привилегия России № 2207 от 20 июня 1879.

## Награды
- Медаль Русского технического общества.

## Память
Распоряжением главы местного самоуправления города Губкин и Губкинского района А. А. Кретова от 28.12.2001 года № 278-р имя изобретателя Алисова присвоено улице, расположенной от ул. Раевского в направлении села Тёплый Колодезь.